# Seututie 296
Pour les articles homonymes, voir Route 296.
La route régionale 296 (finnois : Seututie 296) est une route régionale allant de Salpakangas à Hollola jusqu'à Renkomäki à Lahti en Finlande,,.

## Présentation
La seututie 296 est une route régionale de Päijät-Häme.

## Parcours
- Yli-Kartano
- Kartano
- Okeroinen
- Riihelä
- Jokimaa
- Renkomäki